# Horch Sachsenring P240
La Horch Sachsenring P240 est une automobile fabriquée entre 1956 et 1958 par le conglomérat industriel est-allemand IFA qui la vendait sous la marque Horch, puis jusqu’en 1959 par la nouvelle entreprise d’État VEB Sachsenring Automobilwerk Zwickau sous l’appellation Sachsenring P240. Produite en quantité limitée, la P240 était réservée aux personnalités importantes de la RDA et servait avant tout de voiture officielle.

## Histoire

### Le retour de Horch
En octobre 1955, l’usine EMW d’Eisenach produit sa dernière berline EMW 340, une désuète routière issue des BMW 326 d’avant-guerre. La RDA ne dispose donc plus de voiture représentative, et la Wartburg 311 alors en préparation à Eisenach n’est pas assez statutaire pour remplir cette tâche.
Les autorités décident alors de confier à l’usine Horch de Zwickau la fabrication d’un nouveau modèle. Cette marque prestigieuse fondée en 1899 et affiliée au groupe Auto-Union avant la guerre était depuis la fin de celle-ci passée sous le contrôle du conglomérat industriel IFA, et cantonnée alors à la production de camions.
La nouvelle Horch P240 est présentée à la Foire de Leipzig en mars 1956. Esthétiquement très sage, la P240 se veut malgré tout dans l’air du temps en s’inspirant des productions d’outre-atlantique : peinture bicolore, imposante calandre « à fanons », lunette arrière panoramique, petits ailerons arrière… 
Sous le capot, on trouve un tout nouveau six cylindres 2 400 cm3 de 80 ch, accouplé à une boîte de vitesses à quatre rapports. Comme les anciennes EMW, mais contrairement à la récente Wartburg 311, la P240 est une propulsion. 
Voiture officielle oblige, l’équipement est complet, et comprend notamment un appareil de radio ainsi qu’un système de chauffage/ventilation.

### Une carrière très discrète
Dès 1957, la P240 fait l’objet de quelques retouches, notamment au niveau de la calandre, qui est désormais constituée de trois grosses baguettes horizontales, ainsi que des feux arrière et des clignotants.
Le 1er mai 1958, les anciennes usines Audi et Horch de Zwickau sont réunies sous la raison sociale VEB Sachsenring Automobilwerk Zwickau. Le nom Horch disparaît, et la voiture s’appelle désormais Sachsenring P420.
Parallèlement aux berlines, l’usine assemble également quelques breaks pour la télévision est-allemande ainsi que cinq cabriolets de parades à quatre portes.
En 1959, la fabrication de la P240 est stoppée, après seulement 1382 exemplaires fabriqués. Les dirigeants de l’entreprise avaient initialement prévu d’en construire 9000 par an et d’en exporter une bonne partie dans les pays du Bloc de l’Est, mais les pressions exercées par les Soviétiques et les Tchécoslovaques, qui venaient de lancer leurs Volga M21 et Tatra 603 destinées au même usage, ont eu raison des ambitions est-allemandes. Seul François Pierreux, l’importateur des voitures est-allemandes en Belgique, parvient à faire sortir une P240 de RDA. Le modèle qu’il a acquis à la fin des années 1950 est toujours conservé en Belgique par sa famille.
Dix ans après sa disparition, la P240 renaîtra en 1969 sous l’étonnante forme d’un cabriolet de parade baptisé « Repräsentant », commandé par le pouvoir pour participer aux défilés commémorant les 20 ans de la RDA. S’il utilise le châssis de la vieille berline Sachsenring, ce modèle se distingue par une ligne évoquant curieusement la Wartburg 353.

## Galerie

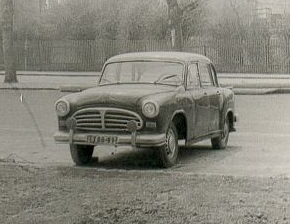
Une P240 en RDA dans les années 1970.
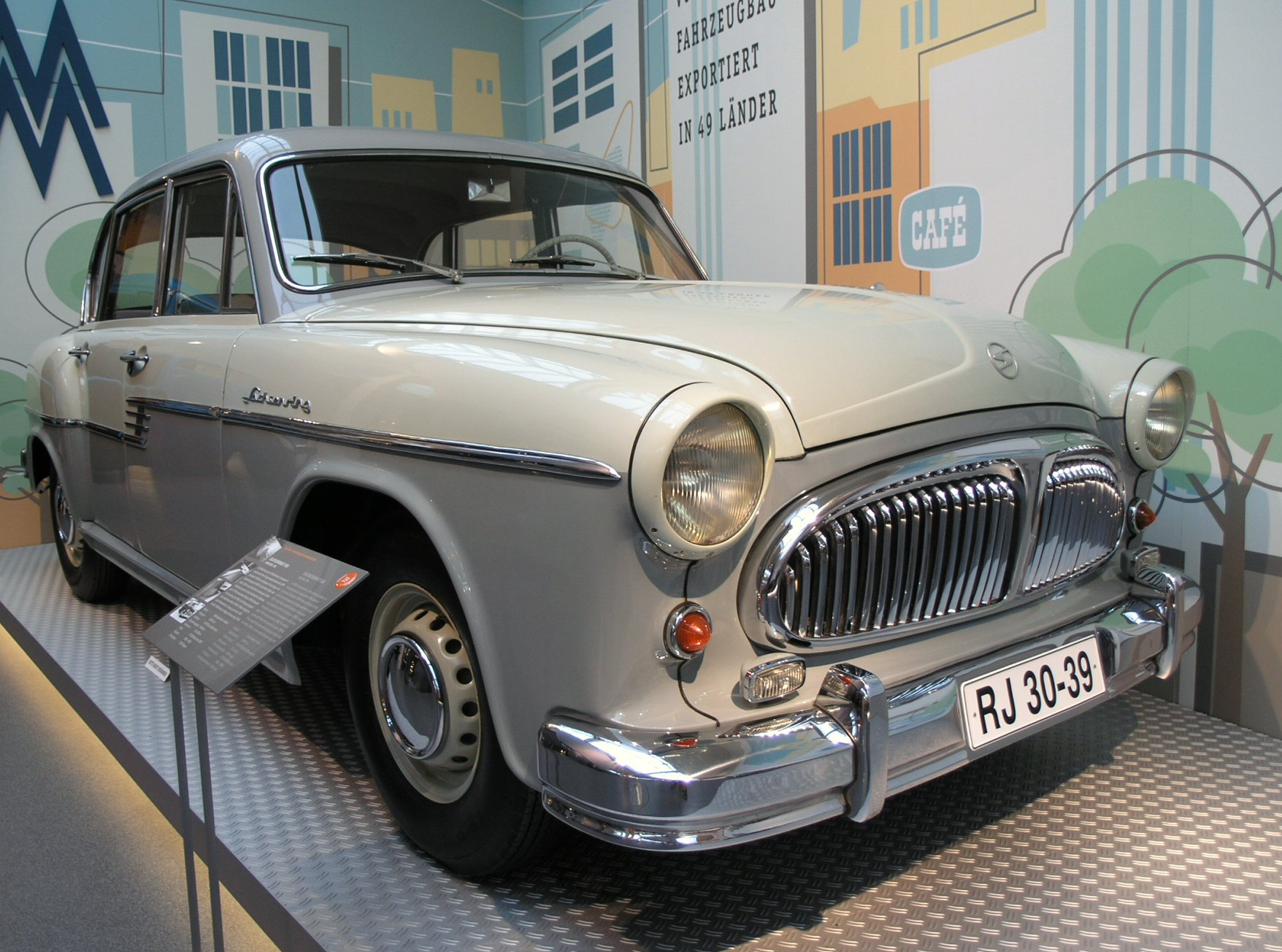
Une Sachsenring P240 de 1958 (avec la calandre montée en 1956-1957).
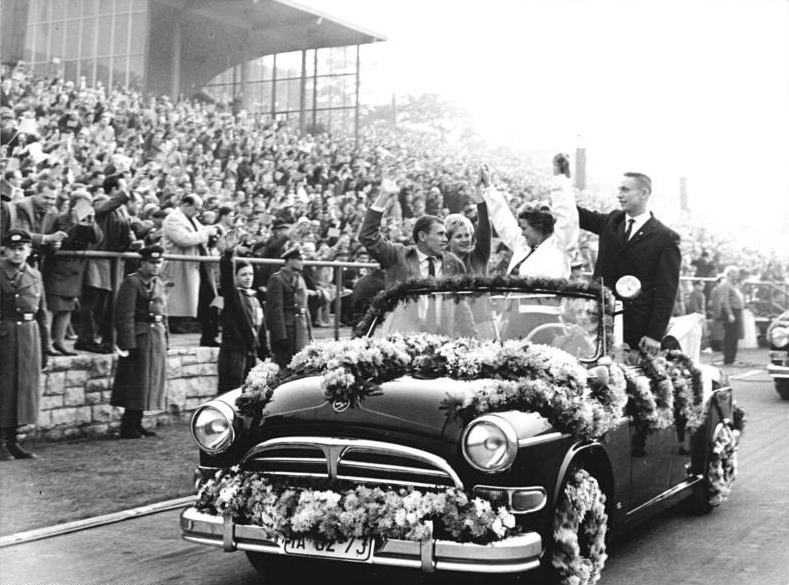
Les cosmonautes soviétiques Youri Gagarine et Valentina Terechkova dans un cabriolet P240 à Berlin en 1963.
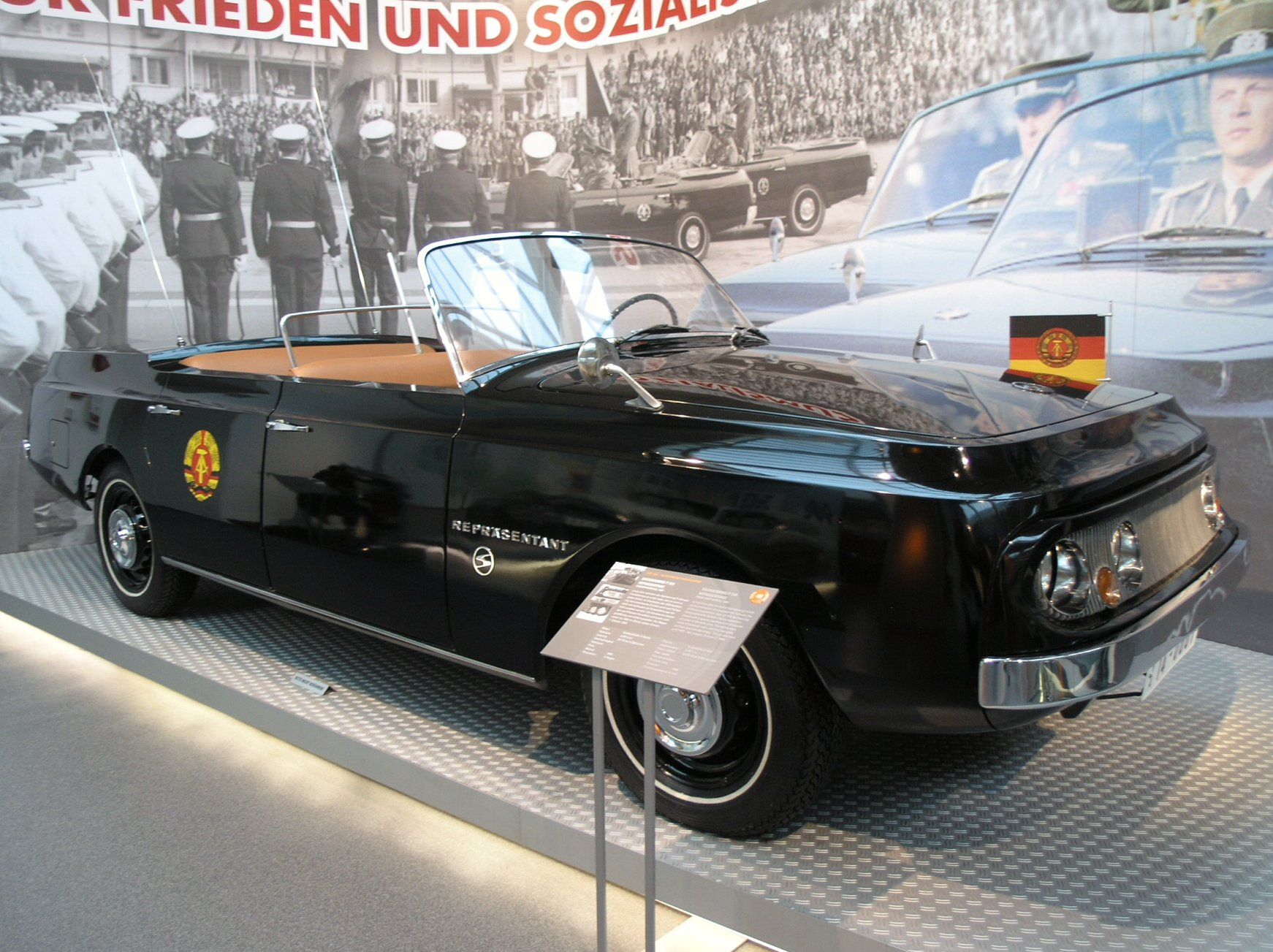
Le cabriolet de parade Repräsentant de 1969.